# L'Herm
Pour les articles ayant des titres homophones, voir Lerm et Lherm.
L'Herm est une commune française, située dans l'est du département de l'Ariège en région Occitanie. Sur le plan historique et culturel, la commune fait partie du pays de Foix, composé de la partie centrale du Plantaurel, du massif de l'Arize et d'un tronçon de la vallée de l'Ariège avec ses quelques affluents.
Exposée à un climat océanique altéré, elle est drainée par l'Alses, le ruisseau de Dalou et par divers autres petits cours d'eau. La commune possède un patrimoine naturel remarquable : un site Natura 2000 (le « pechs de Foix, Soula et Roquefixade, grotte de L'Herm »), un espace protégé (la « grotte de l'Herm ») et quatre zones naturelles d'intérêt écologique, faunistique et floristique.
L'Herm est une commune rurale qui compte 189 habitants en 2022, après avoir connu un pic de population de 575 habitants en 1841. Elle fait partie de l'aire d'attraction de Foix. Ses habitants sont appelés les L'Hermois ou L'Hermoises.

## Géographie

### Localisation
1. Carte dynamique
2. Carte Openstreetmap
3. Carte topographique
4. Carte avec les communes environnantes

La commune de l'Herm se trouve dans le département de l'Ariège, en région Occitanie.
Elle se situe à 6 km à vol d'oiseau de Foix, préfecture du département, et à 9 km de Varilhes, bureau centralisateur du canton du Val d'Ariège dont dépend la commune depuis 2015 pour les élections départementales.
La commune fait en outre partie du bassin de vie de Foix.
Les communes les plus proches sont : 
Pradières (2,8 km), Soula (3,3 km), Arabaux (3,8 km), Gudas (4,2 km), Leychert (4,7 km), Ventenac (5,2 km), Roquefort-les-Cascades (5,9 km), Montgailhard (5,9 km).
Sur le plan historique et culturel, L'Herm fait partie du pays de Foix, composé de la partie centrale du Plantaurel, du massif de l'Arize et d'un tronçon de la vallée de l'Ariège avec ses quelques affluents, mais qui n'est plus que l'ombre du prestigieux comté qui s'étendit jusqu'à l'Espagne et même au-delà.

### Communes limitrophes
| L'Herm est limitrophe de huit autres communes. Les communes limitrophes sont Arabaux, Gudas, Leychert, Pradières, Roquefort-les-Cascades, Saint-Jean-de-Verges, Soula et Ventenac. Les limites communales de L'Herm et celles de ses communes adjacentes. \| Saint-Jean-de-Verges \| Gudas \| Ventenac \| \| Arabaux \| L'Herm \| Roquefort-les-Cascades \| \| Pradières \| Soula \| Leychert \| |        |                        |
| Saint-Jean-de-Verges | Gudas  | Ventenac               |
| Arabaux | L'Herm | Roquefort-les-Cascades |
| Pradières | Soula  | Leychert               |

### Géologie et relief
La commune est située pour partie dans les Pyrénées, une chaîne montagneuse jeune, érigée durant l'ère tertiaire (il y a 40 millions d'années environ), en même temps que les Alpes, et pour partie dans le Bassin aquitain, le deuxième plus grand bassin sédimentaire de la France après le Bassin parisien. Elle est marquée par le front du chevauchement frontal nord-pyrénéen qui la traverse d'est en ouest, séparant la Zone nord-pyrénéenne (ZNP) au sud de la Zone sous-pyrénéenne (ZSP) au nord, qui constitue la frange sud du Bassin aquitain.Les terrains affleurants sur le territoire communal sont constitués de roches sédimentaires datant pour certaines du Cénozoïque, l'ère géologique la plus récente sur l'échelle des temps géologiques, débutant il y a 66 millions d'années, et pour d'autres du Mésozoïque, anciennement appelé Ère secondaire, qui s'étend de −252,2 à −66,0 Ma. La structure détaillée des couches affleurantes est décrite dans la feuille « n°1075 - Foix » de la carte géologique harmonisée au 1/50 000ème du département de l'Ariège, et sa notice associée.
La superficie cadastrale de la commune publiée par l’Insee, qui sert de références dans toutes les statistiques, est de 14,67 km2,. La superficie géographique, issue de la BD Topo, composante du Référentiel à grande échelle produit par l'IGN, est quant à elle de 14,84 km2. Son relief est particulièrement escarpé puisque la dénivelée maximale atteint 549 mètres. L'altitude du territoire varie entre 411 m et 960 m.

### Hydrographie

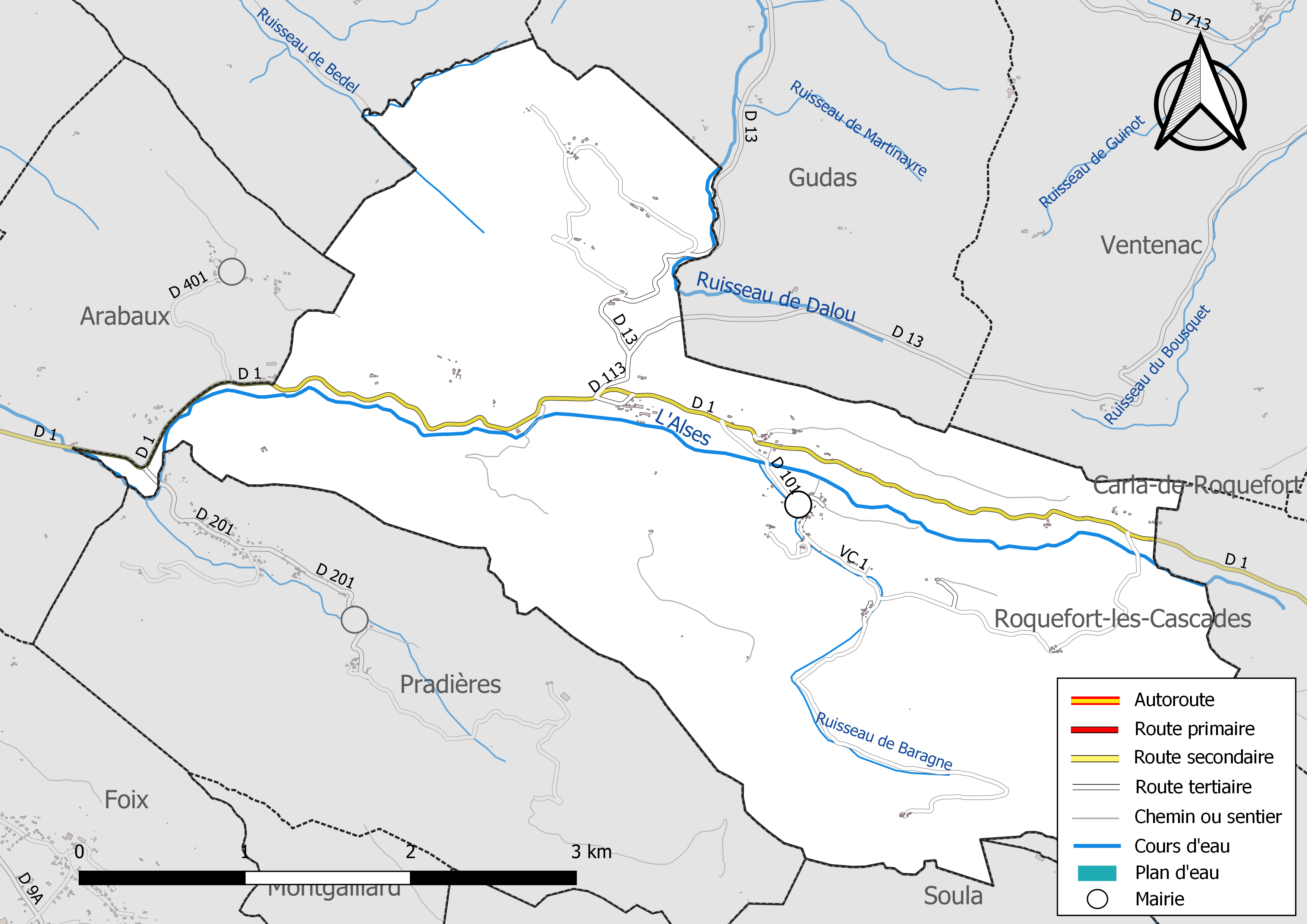
Réseaux hydrographique et routier de l'Herm.

La commune est dans le bassin versant de la Garonne, au sein du bassin hydrographique Adour-Garonne. Elle est drainée par l'Alses, le ruisseau de Dalou, le ruisseau de Baragne et par divers petits cours d'eau, constituant un réseau hydrographique de 13 km de longueur totale,.
L'Alses, d'une longueur totale de 11,82 km, prend sa source dans la commune de Roquefort-les-Cascades et s'écoule d'est en ouest. Il traverse la commune et se jette dans l'Ariège à Vernajoul, après avoir traversé 6 communes.
Le ruisseau de Dalou, d'une longueur totale de 12,3 km, prend sa source dans la commune de Gudas et s'écoule du sud-est vers le nord-ouest. Il traverse la commune et se jette dans l'Ariège à Varilhes, après avoir traversé 4 communes.

### Climat
Pour des articles plus généraux, voir Climat de l'Occitanie et Climat de l'Ariège.
En 2010, le climat de la commune est de type climat océanique altéré, selon une étude s'appuyant sur une série de données couvrant la période 1971-2000. En 2020, Météo-France publie une typologie des climats de la France métropolitaine dans laquelle la commune est exposée à un climat de montagne et est dans la région climatique Pyrénées centrales, caractérisée par une pluviométrie annuelle de 1 000 à 1 200 mm.
Pour la période 1971-2000, la température annuelle moyenne est de 11,6 °C, avec une amplitude thermique annuelle de 15,2 °C. Le cumul annuel moyen de précipitations est de 1 019 mm, avec 9,7 jours de précipitations en janvier et 6,8 jours en juillet. Pour la période 1991-2020, la température moyenne annuelle observée sur la station météorologique la plus proche, située sur la commune de Roquefort-les-Cascades à 6 km à vol d'oiseau, est de 12,7 °C et le cumul annuel moyen de précipitations est de 1 101,5 mm,. Pour l'avenir, les paramètres climatiques de la commune estimés pour 2050 selon différents scénarios d'émission de gaz à effet de serre sont consultables sur un site dédié publié par Météo-France en novembre 2022.

### Milieux naturels et biodiversité

#### Espaces protégés
La protection réglementaire est le mode d’intervention le plus fort pour préserver des espaces naturels remarquables et leur biodiversité associée,.
Un  espace protégé est présent sur la commune : 
la « grotte de l'Herm », objet d'un arrêté de protection de biotope, d'une superficie de 0,4 ha.

#### Réseau Natura 2000

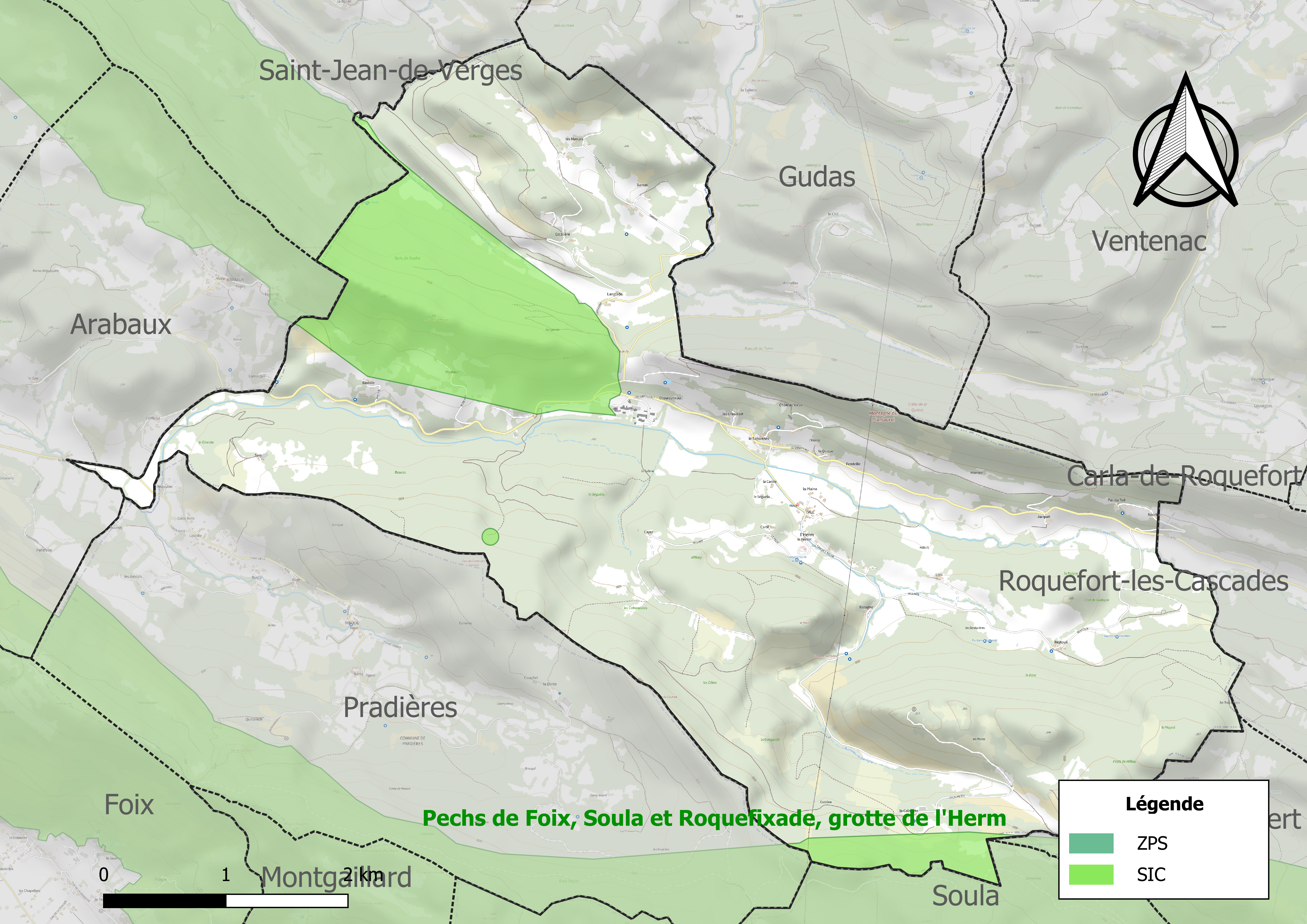
Site Natura 2000 sur le territoire communal.

Le réseau Natura 2000 est un réseau écologique européen de sites naturels d'intérêt écologique élaboré à partir des directives habitats et oiseaux, constitué de zones spéciales de conservation (ZSC) et de zones de protection spéciale (ZPS).
Un site Natura 2000 a été défini sur la commune au titre de la directive habitats : le « pechs de Foix, Soula et Roquefixade, grotte de l'Herm », d'une superficie de 2 211 ha, un milieu souterrain exceptionnel  (site reproduction trois espèces dechauves souris) avec une forte biodiversité.

#### Zones naturelles d'intérêt écologique, faunistique et floristique
L’inventaire des zones naturelles d'intérêt écologique, faunistique et floristique (ZNIEFF) a pour objectif de réaliser une couverture des zones les plus intéressantes sur le plan écologique, essentiellement dans la perspective d’améliorer la connaissance du patrimoine naturel national et de fournir aux différents décideurs un outil d’aide à la prise en compte de l’environnement dans l’aménagement du territoire.
Deux ZNIEFF de type 1 sont recensées sur la commune :
« le Plantaurel entre Foix et Lavelanet » (11 312 ha), couvrant 26 communes du département, et 
le « massif du Crieu » (8 998 ha), couvrant 15 communes du département
et deux ZNIEFF de type 2, : 
- les « coteaux du Palassou » (26 749 ha), couvrant 48 communes dont 43 dans l'Ariège et 5 dans l'Aude[33] ;
- « le Plantaurel » (42 116 ha), couvrant 72 communes dont 68 dans l'Ariège, 2 dans l'Aude et 2 dans la Haute-Garonne[34].

Carte des ZNIEFF de type 1 et 2 à L'Herm.
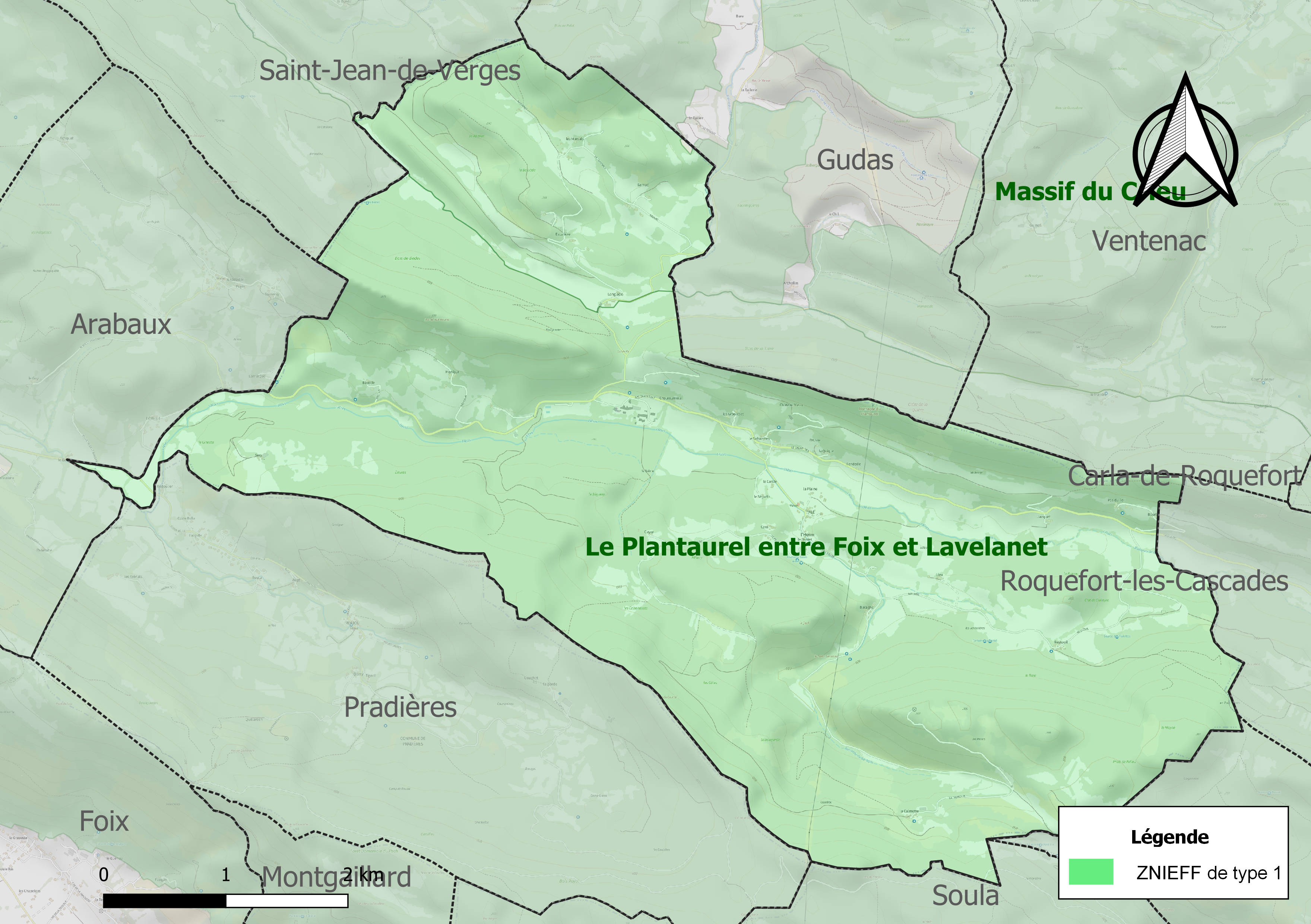
Carte des ZNIEFF de type 1 sur la commune.
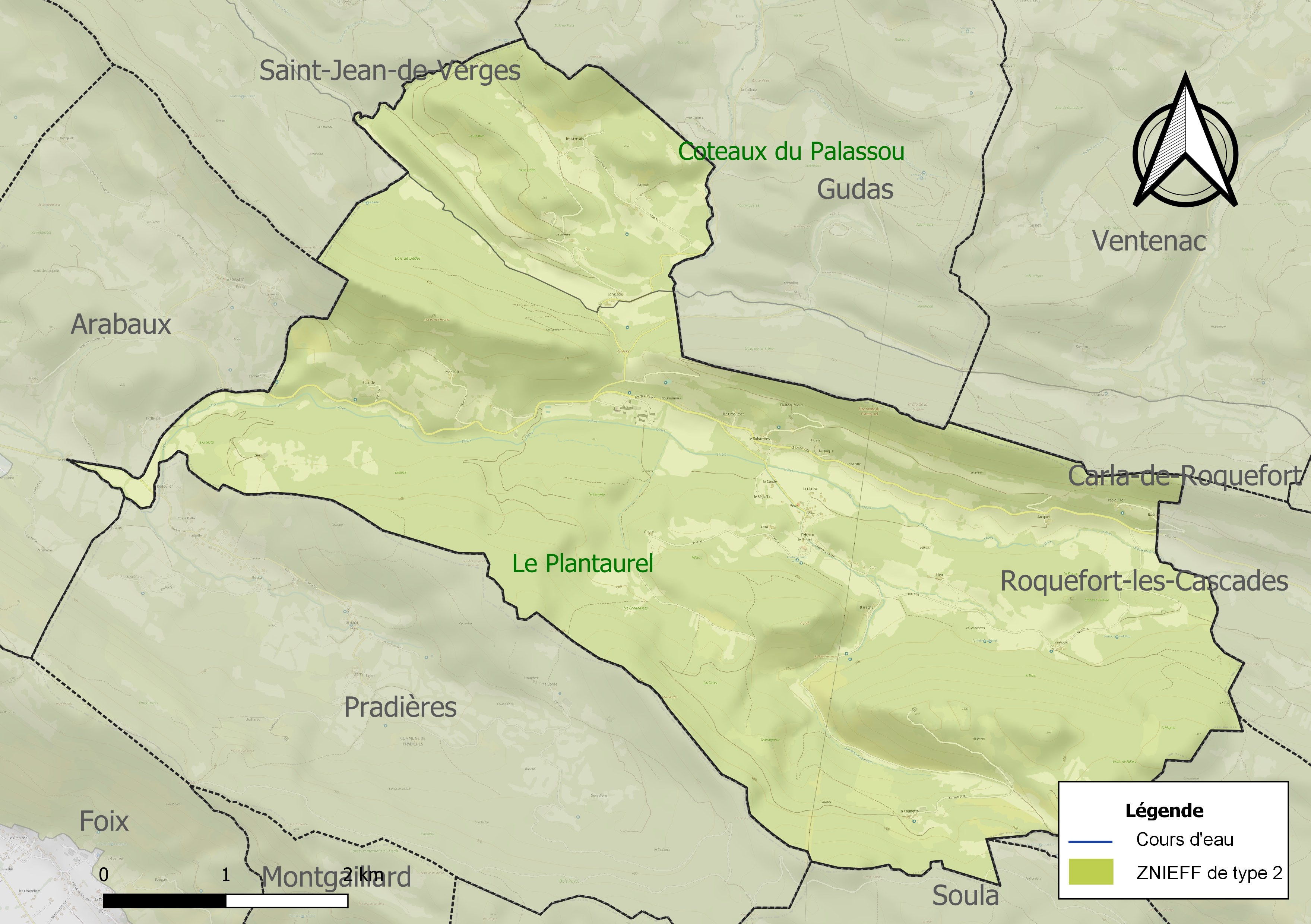
Carte des ZNIEFF de type 2 sur la commune.

## Urbanisme

### Typologie
Au 1er janvier 2024, L'Herm est catégorisée commune rurale à habitat très dispersé, selon la nouvelle grille communale de densité à 7 niveaux définie par l'Insee en 2022.
Elle est située hors unité urbaine. Par ailleurs la commune fait partie de l'aire d'attraction de Foix, dont elle est une commune de la couronne,. Cette aire, qui regroupe 38 communes, est catégorisée dans les aires de moins de 50 000 habitants,.

### Occupation des sols

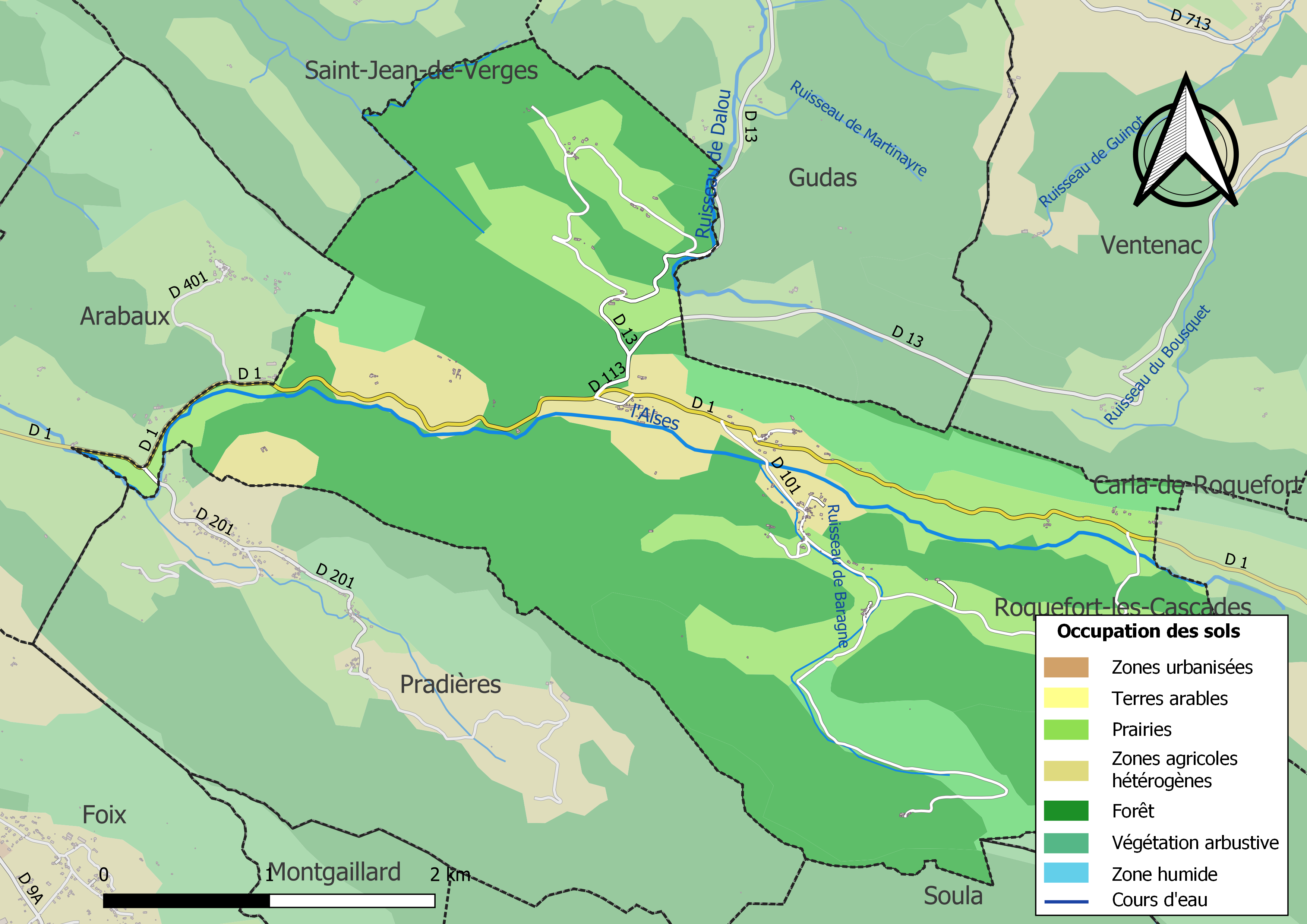
Carte des infrastructures et de l'occupation des sols de la commune en 2018 (CLC).

L'occupation des sols de la commune, telle qu'elle ressort de la base de données européenne d’occupation biophysique des sols Corine Land Cover (CLC), est marquée par l'importance des forêts et milieux semi-naturels (72,4 % en 2018), une proportion sensiblement équivalente à celle de 1990 (73,1 %). La répartition détaillée en 2018 est la suivante : 
forêts (67,2 %), prairies (18,9 %), zones agricoles hétérogènes (8,7 %), milieux à végétation arbustive et/ou herbacée (5,2 %). L'évolution de l’occupation des sols de la commune et de ses infrastructures peut être observée sur les différentes représentations cartographiques du territoire : la carte de Cassini (XVIIIe siècle), la carte d'état-major (1820-1866) et les cartes ou photos aériennes de l'IGN pour la période actuelle (1950 à aujourd'hui).

### Hameaux
Baragne, Bastide, Bourlet, Caÿre, La Calmette, Carol, Le Carol, Château-Vieux, Chouroumieu, Langlade, Lhoste, Marsals, Mesurier, Monlaur, Restouil, Sabarthès, Sellié, Ser, la Vernière…

### Habitat et logement
En 2018, le nombre total de logements dans la commune était de 119, alors qu'il était de 118 en 2013 et de 104 en 2008.
Parmi ces logements, 74,3 % étaient des résidences principales, 12,8 % des résidences secondaires et 12,8 % des logements vacants. Ces logements étaient pour 93,9 % d'entre eux des maisons individuelles et pour 2,6 % des appartements.
Le tableau ci-dessous présente la typologie des logements à l'L'Herm en 2018 en comparaison avec celle de l'Ariège et de la France entière. Une caractéristique marquante du parc de logements est ainsi une proportion de résidences secondaires et logements occasionnels (12,8 %) inférieure à celle du département (24,6 %) mais supérieure à celle de la France entière (9,7 %). Concernant le statut d'occupation de ces logements, 82,6 % des habitants de la commune sont propriétaires de leur logement (82 % en 2013), contre 66,3 % pour l'Ariège et 57,5 % pour la France entière.
| Typologie                                               | L'Herm | Ariège | France entière |
| ------------------------------------------------------- | ------ | ------ | -------------- |
| Résidences principales (en %)                           | 74,3   | 65,7   | 82,1           |
| Résidences secondaires et logements occasionnels (en %) | 12,8   | 24,6   | 9,7            |
| Logements vacants (en %)                                | 12,8   | 9,7    | 8,2            |

### Risques majeurs

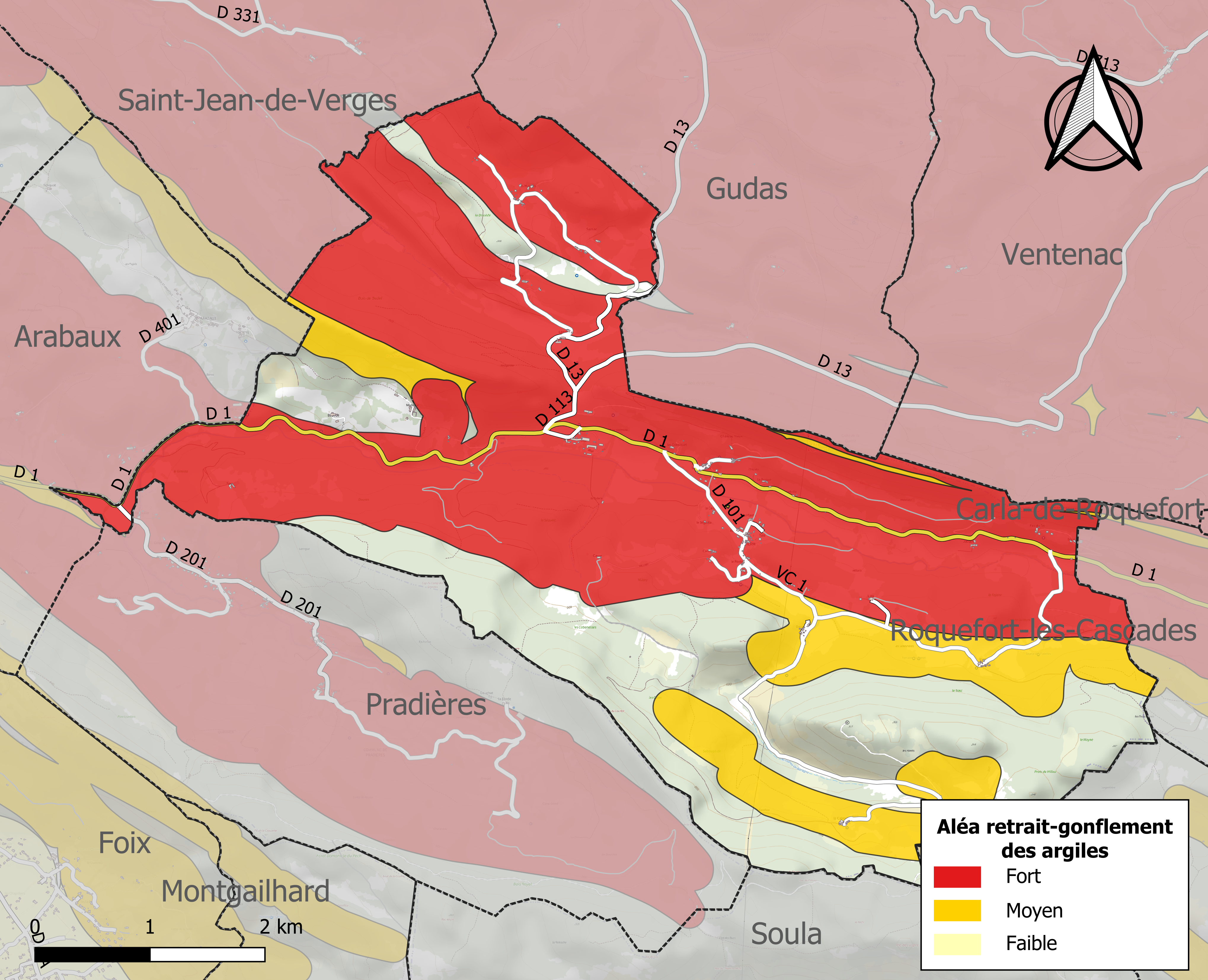
Zonage de l'aléa retrait-gonflement des argiles sur la commune de l'Herm.

Le territoire de la commune de l'Herm est vulnérable à différents aléas naturels : inondations, climatiques (grand froid ou canicule), feux de forêts, mouvements de terrains et séisme (sismicité modérée),.
Certaines parties du territoire communal sont susceptibles d’être affectées par le risque d’inondation par crue torrentielle d'un cours d'eau, ou ruissellement d'un versant.
Les mouvements de terrains susceptibles de se produire sur la commune sont soit des chutes de blocs, soit des glissements de terrains, soit des effondrements liés à des cavités souterraines, soit des mouvements liés au retrait-gonflement des argiles. Près de 50 % de la superficie du département est concernée par l'aléa retrait-gonflement des argiles, dont la commune de l'Herm. L'inventaire national des cavités souterraines permet par ailleurs de localiser celles situées sur la commune.

## Toponymie
Le latin classique utilisait un mot hérité du grec eremus pour désigner le désert, la solitude. Eremus a gardé ce sens de désert, de solitude, d’ermitage, mais, parallèlement, est apparu le sens rural de « lande stérile », en bas latin herma terra. Le latin chrétien a emprunté au grec le terme « ermite », « celui qui vit dans la solitude ».[réf. nécessaire]

## Histoire
Au pic des Monges se trouvent trois bornes citées dans les anciens terriers. Elles délimitaient le comté de Foix, la terre de Mirepoix et la châtellenie languedocienne de Roquefixade.

## Politique et administration

### Découpage territorial
La commune de l'Herm est membre de la communauté d'agglomération Pays Foix-Varilhes, un établissement public de coopération intercommunale (EPCI) à fiscalité propre créé le 16 novembre 2016 dont le siège est à Foix. Ce dernier est par ailleurs membre d'autres groupements intercommunaux.
Sur le plan administratif, elle est rattachée à l'arrondissement de Foix, au département de l'Ariège, en tant que circonscription administrative de l'État, et à la région Occitanie.
Sur le plan électoral, elle dépend du canton du Val d'Ariège pour l'élection des conseillers départementaux, depuis le redécoupage cantonal de 2014 entré en vigueur en 2015, et de la première circonscription de l'Ariège  pour les élections législatives, depuis le redécoupage électoral de 1986.

### Administration municipale
Le nombre d'habitants au recensement de 2017 étant compris entre 100 et 499, le nombre de membres du conseil municipal pour l'élection de 2020 est de onze,.

### Liste des maires
| Période                                  | Période  | Identité           | Étiquette | Qualité  |
| ---------------------------------------- | -------- | ------------------ | --------- | -------- |
| 1900                                     | 1906     | Eugène Dumas       | Rad.      |          |
|                                          |          |                    |           |          |
| mars 2008                                | En cours | Jean-Claude Serres |           | Retraité |
| Les données manquantes sont à compléter. |          |                    |           |          |

## Population et société

### Démographie
L'évolution du nombre d'habitants est connue à travers les recensements de la population effectués dans la commune depuis 1793. Pour les communes de moins de 10 000 habitants, une enquête de recensement portant sur toute la population est réalisée tous les cinq ans, les populations de référence des années intermédiaires étant quant à elles estimées par interpolation ou extrapolation. Pour la commune, le premier recensement exhaustif entrant dans le cadre du nouveau dispositif a été réalisé en 2005.

En 2022, la commune comptait 189 habitants, en évolution de −6,44 % par rapport à 2016 (Ariège : +1,48 %, France hors Mayotte : +2,11 %).
| 1793 | 1800 | 1806 | 1821 | 1831 | 1836 | 1841 | 1846 | 1851 |
| ---- | ---- | ---- | ---- | ---- | ---- | ---- | ---- | ---- |
| 488  | 497  | 523  | 505  | 487  | 520  | 575  | 564  | 565  |

| 1856 | 1861 | 1866 | 1872 | 1876 | 1881 | 1886 | 1891 | 1896 |
| ---- | ---- | ---- | ---- | ---- | ---- | ---- | ---- | ---- |
| 489  | 501  | 515  | 496  | 525  | 473  | 411  | 405  | 395  |

| 1901 | 1906 | 1911 | 1921 | 1926 | 1931 | 1936 | 1946 | 1954 |
| ---- | ---- | ---- | ---- | ---- | ---- | ---- | ---- | ---- |
| 401  | 385  | 306  | 229  | 208  | 181  | 168  | 185  | 163  |

| 1962 | 1968 | 1975 | 1982 | 1990 | 1999 | 2005 | 2006 | 2010 |
| ---- | ---- | ---- | ---- | ---- | ---- | ---- | ---- | ---- |
| 117  | 107  | 115  | 137  | 170  | 177  | 174  | 176  | 215  |

| 2015 | 2020 | 2022 | - | - | - | - | - | - |
| ---- | ---- | ---- | - | - | - | - | - | - |
| 204  | 194  | 189  | - | - | - | - | - | - |

| selon la population municipale des années : | 1968 | 1975 | 1982 | 1990 | 1999 | 2006 | 2009 | 2013 |
| Rang de la commune dans le département      | 199  | 174  | 148  | 129  | 145  | 154  | 139  | 131  |
| Nombre de communes du département           | 340  | 328  | 330  | 332  | 332  | 332  | 332  | 332  |

### Enseignement
L'Herm fait partie de l'académie de Toulouse.

### Activités sportives
pétanque, randonnée pédestre,

## Économie

### Revenus
En 2018, la commune compte 84 ménages fiscaux, regroupant 197 personnes. La médiane du revenu disponible par unité de consommation est de 20 630 € (19 820 € dans le département).

### Emploi
| Division       | 2008  | 2013   | 2018   |
| -------------- | ----- | ------ | ------ |
| Commune        | 9,5 % | 9,5 %  | 8,2 %  |
| Département    | 8,9 % | 11,1 % | 11,2 % |
| France entière | 8,3 % | 10 %   | 10 %   |

En 2018, la population âgée de 15 à 64 ans s'élève à 126 personnes, parmi lesquelles on compte 83,7 % d'actifs (75,5 % ayant un emploi et 8,2 % de chômeurs) et 16,3 % d'inactifs,. En  2018, le taux de chômage communal (au sens du recensement) des 15-64 ans est inférieur à celui de la France et du département, alors qu'en 2008 la situation était inverse.
La commune fait partie de la couronne de l'aire d'attraction de Foix, du fait qu'au moins 15 % des actifs travaillent dans le pôle,. Elle compte 90 emplois en 2018, contre 101 en 2013 et 96 en 2008. Le nombre d'actifs ayant un emploi résidant dans la commune est de 96, soit un indicateur de concentration d'emploi de 93,8 % et un taux d'activité parmi les 15 ans ou plus de 65,3 %.
Sur ces 96 actifs de 15 ans ou plus ayant un emploi, 21 travaillent dans la commune, soit 22 % des habitants. Pour se rendre au travail, 86 % des habitants utilisent un véhicule personnel ou de fonction à quatre roues, 3,2 % les transports en commun, 4,3 % s'y rendent en deux-roues, à vélo ou à pied et 6,5 % n'ont pas besoin de transport (travail au domicile).

## Culture locale et patrimoine

### Lieux et monuments
- Grotte préhistorique de L’Herm, fermée au public.
- Église Saint-Barthélemy de L'Herm.

### Personnalités liées à la commune
- Jean Arnaud-Durand, né à L'Herm en 1897, poète.
- Raymond Carol, (1921-1999), né à L'Herm, historien, auteur de cinq ouvrages concernant l'Ariège[56].

## Pour approfondir